# Dancing Shadows
Dancing Shadows ist ein Jazzalbum von Tyler Mitchell mit Marshall Allen. Die 2021 entstandenen Aufnahmen erschienen am 28. Januar 2022 auf dem Label Mahakala Music.

## Hintergrund
Der Bassist Tyler Mitchell hatte mit dem Saxophonisten Marshall Allen in den 1980er-Jahren im Sun Ra Arkestra zusammengearbeitet; als er Anfang der 2010er-Jahre nach New York zurückkehrte, verband er sich wieder mit dem Arkestra, inzwischen unter Allens Leitung. Die beiden Musiker spielten auf Dancing Shadows Sextett-Interpretationen der Kompositionen von Manzini, Mitchell, Allen, Sun Ra und eine Interpretation von Thelonious Monks „Skippy“. Mitchell und Allen nahmen das Album in einem New Yorker Studio im Sextett mit Chris Hemingway (Tenorsaxophon), Nicoletta Manzini (Altsaxophon), Wayne Smith (Schlagzeug) und dem Perkussionisten Elson Nascimento auf; alle sind aktuelle Mitglieder des Sun Ra Arkestra.

## Titelliste
- Tyler Mitchell Featuring Marshall Allen: Dancing Shadows (Mahakala)

1. Interstellar Low Ways (Sun Ra) 7:24
2. Spaced Out (Nicoletta Manzini) 4:22
3. Angels & Demons at Play (Marshall Allen, Ronnie Boykins, Sun Ra) 5:19
4. Skippy (Thelonious Monk) 3:19
5. Nico (Tyler Mitchell) 3:08
6. Dancing Shadows (Sun Ra) 3:40
7. Carefree (Sun Ra) 2:35
8. Marshall the Deputy (Tyler Mitchell) 3:03
9. Nico Revisited (Tyler Mitchell) 3:51
10. Space Travelers (Nicoletta Manzini) 1:49
11. Enlightenment (Sun Ra) 6:13
12. A Call for All Demons (Sun Ra) 3:07

## Rezeption

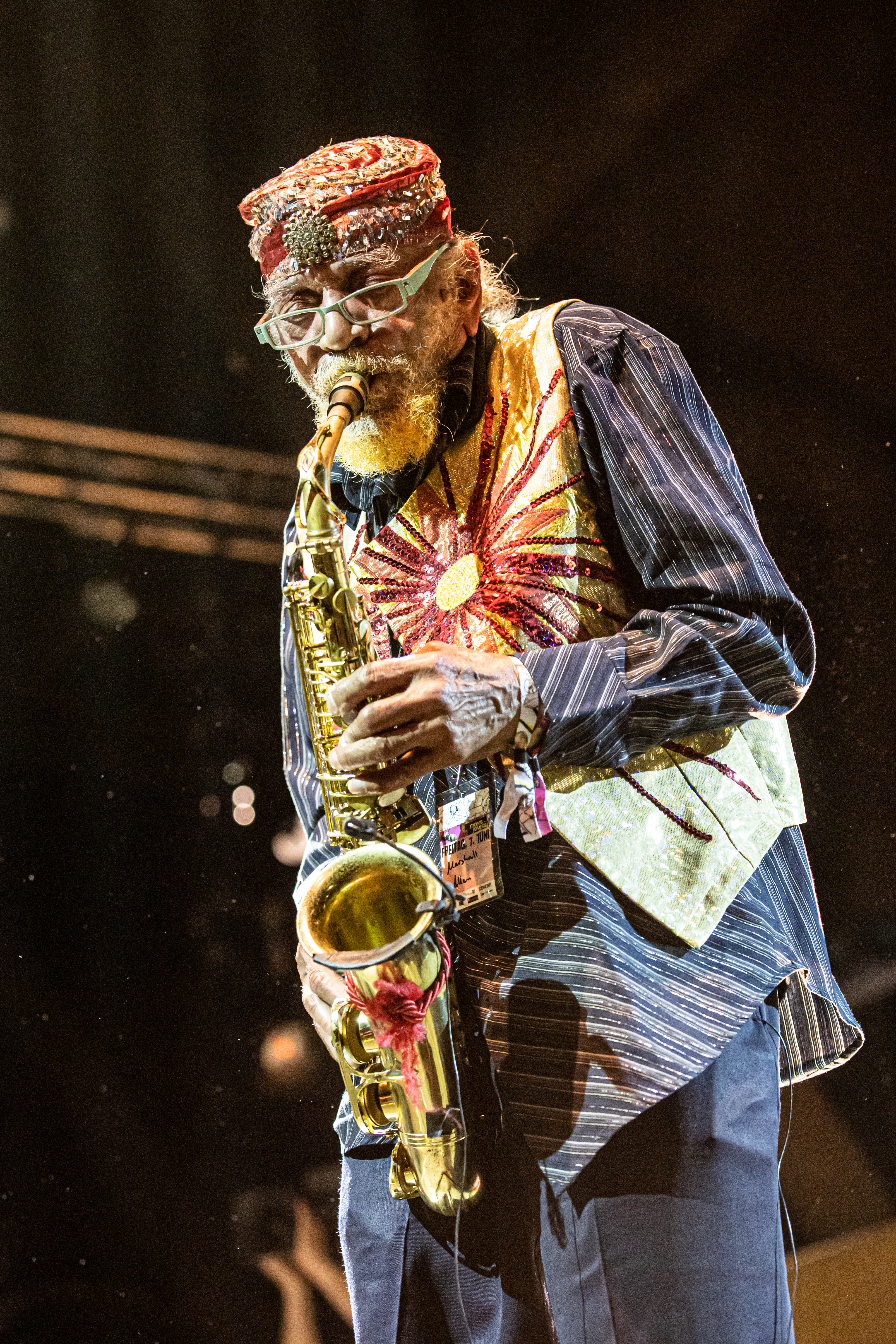
Marshall Allen beim Moers Festival 2019

Matt Micucci zählte das Album in Jazziz zu den besten Neuerscheinungen des Monats. Paul Simpson verlieh dem Album in Allmusic vier Sterne und schrieb, Allen sei unverkennbar der leitende Geist der Session. Mit 97 Jahren könne er mit seinem Saxophon- und EVI-Spiel immer noch zuvor ungehörte Klänge und Gefühle hervorrufen, insbesondere bei Stücken wie „Angels & Demons at Play“. Mitchells Komposition „Marshall the Deputy“ sei die verrückteste und aufregendste Darbietung des Albums.
Nach Ansicht von Mike Jurkovic, der das Album in All About Jazz rezensierte, herrsche bei Dancing Shadows eine Begeisterung, die der ersten Begegnung mit den Aufnahmen der Jazzlabel Blue Note, Prestige, Riverside, Verve und Impulse! aus den späten 1950er- bis späten 1960er-Jahren ähnle. Bassist Tyler Mitchell sei zwar der Anker der Session; er würde aber das Wort an den „Elder Statesman“ und Sun-Ra-Alumnus, Saxophonist Marshall Allen übergeben, der – trotz seines Alters von 97 Jahren – locker durch ein Repertoire von zwölf Stücken führe, darunter ein paar erstklassige Sun-Ra-Interpretationen (darunter „Interstellar Low Ways“ von 1966) und „Skippy“, der die Hörer „auf Wolken tanzen lässt“.
Jim Hynes schrieb im Glide Magazine, wie die Musik des legendären Sun Ra sei dies eine Mischung aus „Blues und Roots“, kombiniert mit Improvisationen, folgend der Vision von Mitchell, der seit langem ein Spektrum von konventionellem Jazz und Avantgarde überspanne. Marshall Allen würde sein Instrument wie ein Gitarrist spielen; er streichle die Tasten oder schlage sie wiederholt an, um Triller, Kreischen und Heulen zu erzeugen. Dem gegenüber würden die anderen beiden Saxophonisten konventioneller spielen, mindestens so oft unisono wie solo.
Phil Freeman (Ugly Beauty/Sterogum) zählte das Album zu den besten Neuveröffentlichungen des Monats und schrieb, dieses Album erlaube Marshall Allen (abseits des Sun Ra Arkestra) endlich, sein Talent als Free-Jazz-Spieler zu zeigen. „Marshall The Deputy“ beginnt mit Bass und Schlagzeug und erzeuge fast einen Latin-Rhythmus, bevor die drei Bläser kreischend hereinkommen und Allen „ein heftiges Bebop-im-Weltraum-Solo“ nehme, das an den verstorbenen Jimmy Lyons erinnere, mit zusätzlichen psychedelischen Obertönen.
Wolf Kampmann stellt in Jazz thing Verknüpfungen zum Spiritual Jazz und zum Loft Jazz der 1970er Jahre fest und lobt Dancing Shadows: „Die Songs sind spirituell dicht, die Kompositionen laden zum Mitsingen ein, es swingt wie die Hölle, ist aber trotzdem sehr frei.“ Das ganze Ensemble lebe „von einer Universalität, deren Bedingungslosigkeit man im heutigen Jazz nur selten findet. Dancing Shadows ist eine Liebeserklärung an den Jazz schlechthin.“